# Punta Beruti
Punta Beruti (spanisch) ist eine Landspitze am nordwestlichen Ausläufer der Bryde-Insel vor der Danco-Küste des Grahamlands auf der Antarktischen Halbinsel. Sie bildet einen Teil des San Eladio Point.
Argentinische Wissenschaftler benannten sie. Der weitere Benennungshintergrund ist nicht hinterlegt.